# Saison 2010-2011 du Beşiktaş JK
Maillots
Chronologie
Saison précédente Saison suivante
Besiktas participe pour la saison 2010-2011 au Championnat de Turquie, à la Coupe de Turquie et dans les compétitions européennes à la Ligue Europa.
Le Championnat de Turquie commence le 15 août 2010,. 
Besiktas entrera en scène européenne à partir de la deuxième tour de qualification.

## Avant-saison
L'équipe de football commence sa préparation pour la saison 2010-2011 à Sankt Johann dans la région de Pongau en Autriche entre le 26 juin 2010 et le 7 juillet 2010,.
Besiktas joue ces matchs amicaux le 3, 6 et le 8 juillet. Après les transferts de la saison, Besiktas joue son dernier match amical selon les disponibilités de l'équipe autrichienne Rapid Vienne.
L'équipe de football se réunit le 23 juin au petit-déjeuner pour que l'entraîneur Schuster, les nouveaux et les anciens joueurs se rencontrent avant le début de la saison. Beşiktaş commence ces préparations jusqu'au 26 juin à Istanbul.

## Effectif
(*) Joueurs formés au club

## Transferts
Annonces
- le 4 mai 2010, début des négociations avec le joueur de l'Inter Milan Ricardo Quaresma[9].
- le 4 juin 2010
  - Mustafa Denizli, devant les médias avec la participation du président Yıldırım Demirören et certains gérants, annonce que des problèmes de santé le contraignent à arrêter son métier d'entraîneur du club[10].
  - début des négociations avec Roberto Hilbert[11], ancien joueur de VfB Stuttgart[12].
- Après plusieurs rumeurs de transferts apparus sur les journaux turcs et espagnols pour Halil Altıntop, joueur de Eintracht Francfort, et Juan Ángel Albín, de Getafe CF, Besiktas annonce à la bourse n'avoir en aucun cas pris contact ni avec ces deux joueurs ni avec leurs clubs respectifs[13].
- le 16 juin 2010, l'entraineur allemand Bernd Schuster signe un contrat de deux ans avec Besiktas[14],[15]
- le 23 juin 2010, début des négociations avec Denizlispor pour l'achat du gardien Cenk Gönen[16].
- le 15 juillet 2010, début des négociations avec le joueur du Real Madrid José María Gutiérrez plus connu sous le nom de Guti[17],[18].

Tableau récapitulatif
| Nom                  | Nationalité        | Transfert              | Provenance/Destination | Division                |                         |                         |                         |                         |
| Arrivées             |                    |                        |                        |                         |                         |                         |                         |                         |
| Bernd Schuster       | Allemagne          | Arrivée (0,0 M€),      | -                      | -                       | -                       | -                       | -                       | -                       |
| Ricardo Quaresma     | Portugal           | Arrivée (7,3 M€),      | Inter Milan            | Serie A Tim             | Serie A Tim             | Serie A Tim             | Serie A Tim             | Serie A Tim             |
| Roberto Hilbert      | Allemagne          | Arrivée (0,0 M€),      | VfB Stuttgart          | Bundesliga              | Bundesliga              | Bundesliga              | Bundesliga              | Bundesliga              |
| Cenk Gönen           | Turquie            | Arrivée (1,0 M€),      | Denizlispor            | Türkcell Süperlig       | Türkcell Süperlig       | Türkcell Süperlig       | Türkcell Süperlig       | Türkcell Süperlig       |
| José María Gutiérrez | Espagne            | Arrivée (0,0 M€),      | Real Madrid CF         | La Liga BBVA            | La Liga BBVA            | La Liga BBVA            | La Liga BBVA            | La Liga BBVA            |
| Ersan Gülüm          | Turquie            | Arrivée prêt (0,0 M€)  | Adanaspor              | Bank Asya 1.Lig         | Bank Asya 1.Lig         | Bank Asya 1.Lig         | Bank Asya 1.Lig         | Bank Asya 1.Lig         |
| Mehmet Aurélio       | Turquie            | Arrivée (0,0 M€)       | Real Betis             | Segunda División        | Segunda División        | Segunda División        | Segunda División        | Segunda División        |
| Fatih Tekke          | Turquie            | Arrivée (0,75 M€)      | Roubine Kazan          | Ligue Rosgosstrakh      | Ligue Rosgosstrakh      | Ligue Rosgosstrakh      | Ligue Rosgosstrakh      | Ligue Rosgosstrakh      |
| Retour de prêt       |                    |                        |                        |                         |                         |                         |                         |                         |
| Tomáš Zápotočný      | République tchèque | Retour prêt            | Bursaspor              | Türkcell Süperlig       |                         |                         |                         |                         |
| Erhan Güven          | Turquie            | Retour prêt            | Ankaraspor             | Türkcell Süperlig       | Türkcell Süperlig       | Türkcell Süperlig       | Türkcell Süperlig       | Türkcell Süperlig       |
| Signatures pros      |                    |                        |                        |                         |                         |                         |                         |                         |
| Mehmet Erkut Şentürk | Turquie            | Signature pro (0,0 M€) | Besiktas JK A2         | Ligue A2                | Ligue A2                | Ligue A2                | Ligue A2                | Ligue A2                |
| Atınç Nukan          | Turquie            | Signature pro (0,0 M€) | Besiktas JK A2         | Ligue A2                | Ligue A2                | Ligue A2                | Ligue A2                | Ligue A2                |
| Départ prêt          |                    |                        |                        |                         |                         |                         |                         |                         |
| Umut Kaya            | Turquie            | prêt (0,0 M€)          | Sarıyer                | TFF 2.Lig               | TFF 2.Lig               | TFF 2.Lig               | TFF 2.Lig               | TFF 2.Lig               |
| Erkan Kaş            | Turquie            | prêt (0,0 M€)          | Kartalspor             | Bank Asya 1.Lig         | Bank Asya 1.Lig         | Bank Asya 1.Lig         | Bank Asya 1.Lig         | Bank Asya 1.Lig         |
| Départs              |                    |                        |                        |                         |                         |                         |                         |                         |
| Tello                | Chili              | Départ (0,0 M€),       | Eskişehirspor          | Türkcell Süperlig       |                         |                         |                         |                         |
| Serdar Özkan         | Turquie            | Départ fin de contrat  | Galatasaray            | Türkcell Süperlig       |                         |                         |                         |                         |
| Batuhan Karadeniz    | Turquie            | Départ (2,1 M€),       | Eskisehirspor          | Türkcell Süperlig       |                         |                         |                         |                         |
| İbrahim Kaş          | Turquie            | Retour prêt            | Getafe CF              | Primera División        | Primera División        | Primera División        | Primera División        | Primera División        |
| Mustafa Denizli      | Turquie            | Départ fin de contrat, | -                      | -                       | -                       | -                       | -                       | -                       |
| Gordon Schildenfeld  | Croatie            | Départ (0,4 M€)        | Sturm Graz             | Bundesliga              | Bundesliga              | Bundesliga              | Bundesliga              | Bundesliga              |
| Yusuf Şimşek         | Turquie            | Départ (0,0 M€)        | Denizlispor            | Türkcell Süperlig       |                         |                         |                         |                         |
| Korcan Çelikay       | Turquie            | Départ fin de contrat  | -                      | -                       |                         |                         |                         |                         |
| Kenan Özer           | Turquie            | Départ fin de contrat  | Antalyaspor            | Türkcell Süperlig       |                         |                         |                         |                         |
| Erkan Zengin         | Suède              | Départ (0,0 M€)        | Eskisehirspor          | Türkcell Süperlig       |                         |                         |                         |                         |
| Ramazan Özcan        | Autriche           | Retour prêt            | Hoffenheim             | Bundesliga              | Bundesliga              | Bundesliga              | Bundesliga              | Bundesliga              |
| Uğur İnceman         | Turquie            | Départ (0,0 M€)        | Eskisehirspor          | Türkcell Süperlig       | Türkcell Süperlig       | Türkcell Süperlig       | Türkcell Süperlig       | Türkcell Süperlig       |
| Matías Delgado       | Argentine Italie   | Départ (0,0 M€)        | Al-Jazira Club         | UFL UAE Football League | UFL UAE Football League | UFL UAE Football League | UFL UAE Football League | UFL UAE Football League |

## Les rencontres de la saison

### Matchs amicaux
Le programme des matchs amicaux a été annoncé le 25 juin, selon le programme Beşiktaş jouera deux matchs,,.
Beşiktaş jouera son troisième match amical contre son équipe A2.
Selon un protocole signé avec l'achat de Nihat Kahveci, Beşiktaş jouera un match amical avec Villarreal le 8 août 2010 en Espagne.
| Date                  | Tour   | Adversaire     | Lieu                | Score          | Buteurs de BJK                           | Public |
| --------------------- | ------ | -------------- | ------------------- | -------------- | ---------------------------------------- | ------ |
| 3 juillet 2010 18:00  | Amical | Neftchi Bakou  | Bischofshofen       | 1 - 1          | Erkan Kaş 83e                            | 750    |
| 6 juillet 2010 19:30  | Amical | SV Grödig      | Untersberg Arena    | 2 - 2          | Bobô , 43e                               | 1 250  |
| 10 juillet 2010 10:30 | Amical | Beşiktaş JK A2 | Locaux Nevzat Demir | 5 - 1          | Toraman, Tabata, Ernst Quaresma, Delgado | 0      |
| 8 août 2010 19:30     | Amical | Villarreal CF  | El Madrigal         | 2 - 2 tab6 - 5 | Bobô 32e · Quaresma 40e                  | 12 000 |

### Championnat 2010-2011
Le Championnat de Turquie de football 2010-2011 est la cinquante-troisième édition du championnat de Turquie de football. Le premier niveau du championnat oppose dix-huit clubs turcs en une série de trente-quatre rencontres jouées durant la saison de football. Elle débute le 15 août 2010 et se terminera le 22 mai 2011.
Le tirage au sort a été réaliser le 21 juillet 2010 à 14:00. Beşiktaş jouera son premier matche du championnat contre Bucaspor,.
Le derby entre Galatasaray et Beşiktaş de la treizième journée sera arbitré par Cüneyt Çakır
| Date                    | Tour     | Adversaire     | Lieu                          | Score | Buteurs de BJK                                | Rapport |
| ----------------------- | -------- | -------------- | ----------------------------- | ----- | --------------------------------------------- | ------- |
| 14 août 2010 21:00      | STSL J1  | Bucaspor       | İzmir Atatürk Izmir           | 0 - 1 | Bobô 46e                                      | Rapport |
| 21 août 2010 20:00      | STSL J2  | Istanbul BB    | Fiyapı İnönü Istanbul         | 0 - 2 | -                                             | Rapport |
| 29 août 2010 19:00      | STSL J3  | K.Karabükspor  | N.Şeyhoğlu Karabük            | 1 - 4 | Nobre 10e, 26e · Guti 77 (pen) · Quaresma 83e | Rapport |
| 12 septembre 2010 20:30 | STSL J4  | Ankaragücü     | Fiyapı İnönü Istanbul         | 4 - 0 | Bobô 29e, 67e · Toraman 61e · Nobre 75e       | Rapport |
| 19 septembre 2010 19:00 | STSL J5  | Fenerbahçe SK  | Ş.Saracoğlu Istanbul          | 1 - 1 | Guti 86 (pen)                                 | Rapport |
| 26 septembre 2010 18:00 | STSL J6  | Antalyaspor    | Fiyapı İnönü Istanbul         | 2 - 1 | Bobô 55e, 90e                                 | Rapport |
| 3 octobre 2010 18:00    | STSL J7  | Trabzonspor    | Avni Aker Trabzon             | 1 - 0 | -                                             | Rapport |
| 16 octobre 2010 18:00   | STSL J8  | Manisaspor     | Fiyapı İnönü Istanbul         | 2 - 3 | Bobô 14e · Ernst 90e                          | Rapport |
| 25 octobre 2010 19:00   | STSL J9  | Kayserispor    | Kadir Has Kayseri             | 1 - 0 | -                                             | Rapport |
| 31 octobre 2010 18:00   | STSL J10 | Sivasspor      | Fiyapı İnönü Istanbul         | 2 - 1 | Bobô 5e · Necip 22e                           | Rapport |
| 8 novembre 2010 19:00   | STSL J11 | Kasimpaşaspor  | Fiyapı İnönü Istanbul         | 1 - 1 | İsmail 85e · Guti                             | Rapport |
| 14 novembre 2010 15:00  | STSL J12 | Gençlerbirliği | 19 Mayis Ankara               | 0 - 2 | Guti 45 (pen) · Hilbert 90+5e                 | Rapport |
| 21 novembre 2010 18:00  | STSL J13 | Konyaspor      | Fiyapı İnönü Istanbul         | 2 - 2 | Kere 27 (c.s.c) · Hološko 40e                 | Rapport |
| 28 novembre 2010 18:00  | STSL J14 | Galatasaray    | Ali Sami Yen Istanbul         | 1 - 2 | Guti 8 (pen) · Nobre 79e                      | Rapport |
| 5 décembre 2010 13:00   | STSL J15 | Bursaspor      | Fiyapı İnönü Istanbul         | 1 - 0 | Hološko 65e                                   | Rapport |
| 10 décembre 2010 19:00  | STSL J16 | Eskisehirspor  | Atatürk Eskişehir             | 2 - 0 | -                                             | Rapport |
| 19 décembre 2010 18:00  | STSL J17 | Gaziantepspor  | Fiyapı İnönü Istanbul         | 1 - 1 | Ali Kuçik 65e                                 | Rapport |
| 21 janvier 2011 19:00   | STSL J18 | Bucaspor       | Fiyapı İnönü Istanbul         | 5-1   | Nobre 8e 64e · Guti 19 (pen) · Simão 44e      | Rapport |
| 30 janvier 2011 14:00   | STSL J19 | Istanbul BB    | Stade olympique Istanbul      | 2-1   | Simão 66e                                     | Rapport |
| 5 février 2011 15:00    | STSL J20 | K.Karabükspor  | Fiyapı İnönü Istanbul         | 1-1   | Armand Deumi 59e (csc)                        | Rapport |
| 13 février 2011 18:00   | STSL J21 | Ankaragücü     | 19 Mayis Ankara               | 1-0   | -                                             | Rapport |
| 20 février 2011 18:00   | STSL J22 | Fenerbahçe SK  | Fiyapı İnönü Istanbul         | 2-4   | Ekrem 43e · Toraman 49e                       | Rapport |
| 28 février 2011 19:00   | STSL J23 | Antalyaspor    | Mardan Antalya                | 0-2   | Ekrem 56e · Guti 79e                          | Rapport |
| 6 mars 2011 18:00       | STSL J24 | Trabzonspor    | Fiyapı İnönü Istanbul         | 1-2   | Bobô 65e                                      | Rapport |
| 11 mars 2011 19:00      | STSL J25 | Manisaspor     | 19 Mayis Manisa               | 0-0   | -                                             | Rapport |
| 19 mars 2011 18:00      | STSL J26 | Kayserispor    | Fiyapı İnönü Istanbul         | 4-2   | Almeida 61e 89e · Ernst 68e · Quaresma 75e    | Rapport |
| 2 avril 2011 15:00      | STSL J27 | Sivasspor      | 4 Eylül Sivas                 | 1-0   | -                                             | Rapport |
| 11 avril 2011 19:00     | STSL J28 | Kasimpaşaspor  | Recep-Tayyip-Erdoğan Istanbul | 0-1   | Almeida 43e                                   | Rapport |
| 15 avril 2011 19:       | STSL J29 | Gençlerbirliği | Fiyapı İnönü Istanbul         | 2-2   | Simão 27e · Toraman 53e                       | Rapport |
| 25 avril 2011 19:00     | STSL J30 | Konyaspor      | Atatürk Konya                 | 1-1   | Quaresma 75 (pen)                             | Rapport |
| 30 avril 2011 18:00     | STSL J31 | Galatasaray    | Fiyapı İnönü Istanbul         | 2-0   | Aurélio 59e · Simão 60e                       | Rapport |
| 7 mai 2011 19:00        | STSL J32 | Bursaspor      | Atatürk Bursa                 | 0-3   | -                                             | Rapport |
| 16 mai 2011 19:00       | STSL J33 | Eskisehirspor  | Fiyapı İnönü Istanbul         | 3-1   | Fernandes 38e · Almeida 58e · Simão 86 (pen)  | Rapport |
| 21 mai 2011 19:00       | STSL J34 | Gaziantepspor  | Kamil Ocak Gaziantep          | 0-0   | -                                             | Rapport |

### Ligue Europa 2010-2011
Besiktas commence son parcours en Ligue Europa à partir du deuxième tour de qualification.
Le seconde édition de la Ligue Europa démarre avec le tirage du premier et du second tour de qualification le 21 juin 2010 à Nyon. Elle se décompose en trois tours de qualification, un tour de barrages et une phase de groupes jouée à l'automne, au cours de laquelle 12 groupes de quatre équipes se rencontrent. La phase finale se joue au printemps 2011. La finale se joue le 18 mai 2011 à Lansdowne Road (Dublin). La représentation d'un pays dans la Ligue Europa dépend de son classement UEFA, calculé sur une période de cinq années.
Après le tirage au sort Beşiktaş joue son premier match le 15 juillet 2010 au Stade BJK İnönü et le retour le 22 juillet 2010 aux Îles Féroé contre Víkingur Gøta. Víkingur se rend en Turquie le 15 juillet, avant d'accueillir Beşiktaş la semaine suivante au stade Svangaskarð de Toftir, puisque son stade Sarpugerdi de Gota (400 places) n'est pas homologué par l'UEFA. "Pour les joueurs, c'est fantastique de jouer un tel adversaire", s'extasie Gregersen. "(Les représentants de Beşiktaş) ont été surpris quand ils ont su qu'on était un tout petit club amateur, mais ils sont heureux de découvrir les îles Féroé et leur football".
Le premier match contre Víkingur est arbitré par l'arbitre russe Igor Egorov. Le deuxième match est arbitré par l'arbitre finlandais Mattias Gestranius.
Pour le troisième tour de qualification contre FC Viktoria Plzeň, le match aller est arbitré par l'arbitre espagnol Carlos Clos Gómez et le match retour par l'arbitre belge Jérôme Efong Nzolo,.
| Date                  | Tour                           | Adversaire        | Lieu              | Score | Buteurs de BJK                                      | Rapport |
| --------------------- | ------------------------------ | ----------------- | ----------------- | ----- | --------------------------------------------------- | ------- |
| 15 juillet 2010 21:00 | 2e tour de qual., match-aller  | Víkingur Gøta     | Stade BJK İnönü   | 3 - 0 | Nihat 19e, 65e · Quaresma · Nobre 90e               | Rapport |
| 22 juillet 2010 19:00 | 2e tour de qual., match-retour | Víkingur Gøta     | Stade Svangaskarð | 0 - 4 | Ekrem 3e · Nihat 10e · Bobô 32e, 44e                | Rapport |
| 29 juillet 2010 20:30 | 3e tour de qual., match-aller  | FC Viktoria Plzeň | Štruncovy Sady    | 1 - 1 | Delgado 44e (pen.)                                  | Rapport |
| 5 août 2010 21:00     | 3e tour de qual., match-retour | FC Viktoria Plzeň | Stade BJK İnönü   | 3 - 0 | Quaresma 38e · Delgado 57e · Hološko 71e            | Rapport |
| 17 août 2010 19:00    | Barrage, match-aller           | HJK Helsingin     | Stade BJK İnönü   | 2 - 0 | Hilbert 35e · Quaresma 66e ·                        | Rapport |
| 26 août 2010 19:45    | Barrage, match-retour          | HJK Helsingin     | Finnair stadium   | 0 - 4 | Quaresma 15e · Guti 67e · Necip 77e · Hološko 90+3e | Rapport |

| Rang | Équipe       | Pts | J | G | N | P | Bp | Bc | Diff |  | Résultats (▼ dom., ► ext.) |     |     |     |     |
| ---- | ------------ | --- | - | - | - | - | -- | -- | ---- |  | -------------------------- | --- | --- | --- | --- |
| 1    | FC Porto     | 16  | 6 | 5 | 1 | 0 | 14 | 4  | +10  |  | FC Porto                   |     | 1-1 | 3-0 | 4-1 |
| 2    | Beşiktaş     | 13  | 6 | 4 | 1 | 1 | 9  | 6  | +3   |  | Beşiktaş                   | 1-3 |     | 2-0 | 1-0 |
| 3    | Rapid Vienne | 3   | 6 | 1 | 0 | 5 | 5  | 12 | -7   |  | Rapid Vienne               | 1-3 | 1-2 |     | 1-2 |
| 4    | CSKA Sofia   | 3   | 6 | 1 | 0 | 5 | 4  | 10 | -6   |  | CSKA Sofia                 | 0-1 | 1-2 | 0-2 |     |

| Date                    | Tour                        | Adversaire   | Lieu                     | Score | Buteurs de BJK              | Rapport |
| ----------------------- | --------------------------- | ------------ | ------------------------ | ----- | --------------------------- | ------- |
| 16 septembre 2010 22:05 | Phase de groupe             | CSKA Sofia   | Stade BJK İnönü          | 1 - 0 | Ernst 90e                   | Rapport |
| 30 septembre 2010 20:00 | Phase de groupe             | Rapid Vienne | Gerhard Hanappi          | 1 - 2 | Hološko 55e · Bobô 64e      | Rapport |
| 21 octobre 2010 20:00   | Phase de groupe             | FC Porto     | Fiyapi İnönü             | 1 - 3 | Bobô 90+2e                  | Rapport |
| 4 novembre 2010 20:05   | Phase de groupe             | FC Porto     | Estádio do Dragão        | 1 - 1 | Nihat 62e                   | Rapport |
| 2 décembre 2010 20:00   | Phase de groupe             | CSKA Sofia   | Stade de l'armée bulgare | 1 - 2 | Zápotočný 59e · Hološko 64e | Rapport |
| 15 décembre 2010 22:05  | Phase de groupe             | Rapid Vienne | Fiyapi İnönü             | 2 - 0 | Quaresma 32e · Ernst 45e    | Rapport |
| 17 février 2011 20:00   | 16e de finale, match-aller  | Dynamo Kiev  | Fiyapi İnönü             | 1 - 4 | Quaresma 37e                | Rapport |
| 24 février 2011 22:05   | 16e de finale, match-retour | Dynamo Kiev  | Dynamo Lobanovski        | 4 - 0 | -                           | Rapport |

### Coupe de Turquie 2010-2011
| Date                  | Tour     | Adversaire           | Lieu                    | Score | Buteurs de BJK              | Public  |
| --------------------- | -------- | -------------------- | ----------------------- | ----- | --------------------------- | ------- |
| 28 octobre 2010 20:00 | Play-off | Mersin Idmanyurdu SK | Fiyapı İnönü (Istanbul) | 3 - 0 | Guti 100e · Bobô 102e, 114e | Rapport |

| Rang | Équipe                | Pts | J | G | N | P | Bp | Bc | Diff |  | Résultats (▼ dom., ► ext.) | BJK | GAB | TS  | KTŞ | MAN |
| ---- | --------------------- | --- | - | - | - | - | -- | -- | ---- |  | -------------------------- | --- | --- | --- | --- | --- |
| 1    | Besiktas JK           | 9   | 4 | 3 | 0 | 1 | 8  | 6  | +2   |  | Besiktas JK                |     | -   | 2-1 | 3-2 | -   |
| 2    | Gaziantep Belediye    | 8   | 4 | 2 | 2 | 0 | 7  | 5  | +2   |  | Gaziantep Belediye         | 1-0 |     | -   | 2-2 | -   |
| 3    | Trabzonspor           | 7   | 4 | 2 | 1 | 1 | 9  | 6  | +3   |  | Trabzonspor                | -   | 2-2 |     | -   | 3-1 |
| 4    | Konya Torku Şekerspor | 4   | 4 | 1 | 1 | 2 | 7  | 9  | -2   |  | Konya Torku Şekerspor      | -   | -   | 1-3 |     | 2-1 |
| 5    | Manisaspor            | 0   | 4 | 0 | 0 | 4 | 5  | 10 | -5   |  | Manisaspor                 | 2-3 | 1-2 | -   |     | -   |

| Date                   | Tour             | Adversaire            | Lieu                    | Score | Buteurs de BJK                          | Public  |
| ---------------------- | ---------------- | --------------------- | ----------------------- | ----- | --------------------------------------- | ------- |
| 10 novembre 2010 20:00 | Phase de groupes | Gaziantep Belediye    | Kamil Ocak (Gaziantep)  | 1 - 0 | -                                       | Rapport |
| 22 décembre 2010 18:00 | Phase de groupes | Konya Torku Şekerspor | Fiyapı İnönü (Istanbul) | 3 - 2 | Aurélio 10e · Guti 45e · Fink 61e       | Rapport |
| 12 janvier 2011 20:00  | Phase de groupes | Manisaspor            | 19 Mayis (Manisa)       | 2 - 3 | Sivok 34e · Nobre 37e · Guti 45e (pen.) | Rapport |
| 26 janvier 2011 20:00  | Phase de groupes | Trabzonspor           | Fiyapı İnönü (Istanbul) | 2 - 1 | Almeida 11e · Quaresma 30e              | Rapport |

| Date                 | Tour                    | Adversaire         | Lieu                    | Score              | Buteurs de BJK                                         | Public  |
| -------------------- | ----------------------- | ------------------ | ----------------------- | ------------------ | ------------------------------------------------------ | ------- |
| 2 février 2011 20:00 | Quarts de finale aller  | Gaziantep Belediye | Fiyapı İnönü (Istanbul) | 5 - 0              | Bobô 22e 50e (pen.) · Fernandes 31e 48e · Quaresma 62e | Rapport |
| 3 mars 2011 20:00    | Quarts de finale retour | Gaziantep Belediye | Kamil Ocak (Gaziantep)  | 0 - 3              | Nobre 11e · Hilbert 75e · Almeida 89e                  | Rapport |
| 6 avril 2011 20:00   | Demi-finales aller      | Gaziantepspor      | Fiyapı İnönü (Istanbul) | 3 - 0              | Simão 65e 86e · Almeida 74e                            | Rapport |
| 20 avril 2011 19:00  | Demi-finales retour     | Gaziantepspor      | Kamil Ocak (Gaziantep)  | 2 - 2              | Simão 32e · Almeida 48e                                | Rapport |
| 11 mai 2011 20:00    | Finale                  | İstanbul BB        | Kadir Has (Kayseri)     | 2 - 2 (4-3 t.a.b.) | Quaresma 33e · Sivok 78e                               | Rapport |

## Bilan par joueur
| N˚ | Nat. | Nom                    | Championnat | Championnat | Championnat | Championnat  | Coupe de Turquie | Coupe de Turquie | Coupe de Turquie | Coupe de Turquie | Ligue Europa | Ligue Europa | Ligue Europa | Ligue Europa | Total | Total       | Total  | Total        |
| N˚ | Nat. | Nom                    | M.j.        | But inscrit | Averti      | Carton rouge | M.j.             | But inscrit      | Averti           | Carton rouge     | M.j.         | But inscrit  | Averti       | Carton rouge | M.j.  | But inscrit | Averti | Carton rouge |
| -- | ---- | ---------------------- | ----------- | ----------- | ----------- | ------------ | ---------------- | ---------------- | ---------------- | ---------------- | ------------ | ------------ | ------------ | ------------ | ----- | ----------- | ------ | ------------ |
| 1  |      | Rüştü Reçber           | 11          | 0*          | 4           | 0            | 4                | 0*               | 0                | 0                | 1            | 0*           | 0            | 0            | 16    | 0*          | 4      | 0            |
| 2  |      | Cumali Bişi            | 1           | 0           | 0           | 0            | 0                | 0                | 0                | 0                | 0            | 0            | 0            | 0            | 1     | 0           | 0      | 0            |
| 3  |      | İsmail Köybaşı         | 19          | 1           | 3           | 0            | 10               | 0                | 2                | 0                | 8            | 0            | 1            | 0            | 37    | 1           | 6      | 0            |
| 4  |      | Manuel Fernandes       | 14          | 1           | 1           | 0            | 6                | 2                | 0                | 0                | 0            | 0            | 0            | 0            | 20    | 3           | 1      | 0            |
| 5  |      | Michael Fink           | 5           | 0           | 0           | 0            | 3                | 1                | 0                | 0                | 0            | 0            | 0            | 0            | 8     | 1           | 0      | 0            |
| 6  |      | Tomáš Sivok            | 11          | 0           | 3           | 2            | 5                | 2                | 1                | 0                | 5            | 0            | 2            | 0            | 21    | 2           | 6      | 2            |
| 7  |      | Ricardo Quaresma       | 21          | 3           | 7           | 0            | 8                | 3                | 5                | 0                | 10           | 5            | 0            | 1            | 39    | 11          | 12     | 1            |
| 8  |      | Nihat Kahveci          | 11          | 0           | 0           | 0            | 2                | 0                | 0                | 0                | 9            | 4            | 1            | 0            | 22    | 4           | 1      | 0            |
| 9  |      | Roberto Hilbert        | 25          | 1           | 4           | 0            | 9                | 1                | 2                | 0                | 11           | 1            | 2            | 0            | 45    | 3           | 8      | 0            |
| 10 |      | Matías Delgado         | 2           | 0           | 0           | 0            | 0                | 0                | 0                | 0                | 4            | 2            | 2            | 0            | 6     | 2           | 2      | 0            |
| 11 |      | Mert Nobre             | 21          | 6           | 4           | 0            | 4                | 2                | 0                | 0                | 10           | 1            | 0            | 0            | 35    | 9           | 4      | 0            |
| 13 |      | Bobô                   | 21          | 8           | 1           | 0            | 8                | 4                | 0                | 0                | 12           | 4            | 0            | 0            | 41    | 16          | 1      | 0            |
| 14 |      | Guti                   | 22          | 7           | 5           | 1            | 6                | 3                | 0                | 0                | 9            | 1            | 0            | 0            | 37    | 11          | 5      | 1            |
| 15 |      | Rodrigo Barbosa Tabata | 14          | 0           | 2           | 1            | 3                | 0                | 0                | 0                | 11           | 0            | 0            | 0            | 28    | 0           | 2      | 1            |
| 17 |      | Ekrem Dağ              | 16          | 2           | 3           | 1            | 4                | 0                | 1                | 0                | 5            | 1            | 0            | 0            | 25    | 3           | 4      | 1            |
| 18 |      | Necip Uysal            | 24          | 1           | 6           | 2            | 6                | 0                | 2                | 0                | 11           | 1            | 1            | 0            | 41    | 2           | 9      | 2            |
| 19 |      | İbrahim Üzülmez        | 15          | 0           | 2           | 0            | 1                | 0                | 0                | 0                | 7            | 0            | 2            | 0            | 23    | 0           | 4      | 0            |
| 20 |      | İbrahim Toraman        | 29          | 0           | 3           | 2            | 6                | 0                | 4                | 0                | 8            | 0            | 3            | 1            | 43    | 0           | 10     | 3            |
| 21 |      | Hakan Arıkan           | 8           | 0*          | 1           | 0            | 1                | 0*               | 0                | 0                | 10           | 0*           | 2            | 0            | 19    | 0*          | 3      | 0            |
| 22 |      | Ersan Gülüm            | 10          | 0           | 3           | 0            | 5                | 0                | 0                | 0                | 4            | 0            | 2            | 0            | 19    | 0           | 5      | 0            |
| 23 |      | Filip Hološko          | 14          | 2           | 2           | 0            | 2                | 0                | 0                | 0                | 7            | 4            | 0            | 0            | 23    | 6           | 2      | 0            |
| 25 |      | Uğur İnceman           | 0           | 0           | 0           | 0            | 0                | 0                | 0                | 0                | 1            | 0            | 1            | 0            | 1     | 0           | 1      | 0            |
| 26 |      | Onur Bayramoğlu        | 7           | 0           | 0           | 0            | 4                | 0                | 0                | 0                | 2            | 0            | 0            | 0            | 13    | 0           | 0      | 0            |
| 27 |      | Matteo Ferrari         | 7           | 0           | 2           | 1            | 0                | 0                | 0                | 0                | 10           | 0            | 2            | 0            | 17    | 0           | 4      | 1            |
| 28 |      | Fabian Ernst           | 28          | 2           | 3           | 0            | 4                | 0                | 1                | 0                | 14           | 2            | 0            | 0            | 46    | 4           | 3      | 0            |
| 29 |      | Yusuf Şimşek           | 1           | 0           | 0           | 0            | 2                | 0                | 1                | 0                | 0            | 0            | 0            | 0            | 3     | 0           | 1      | 0            |
| 30 |      | Tomáš Zápotočný        | 7           | 0           | 2           | 0            | 1                | 0                | 0                | 0                | 8            | 1            | 1            | 0            | 16    | 1           | 3      | 0            |
| 31 |      | Simão Sabrosa          | 15          | 5           | 4           | 0            | 5                | 3                | 0                | 0                | 0            | 0            | 0            | 0            | 20    | 8           | 4      | 0            |
| 33 |      | Fatih Tekke            | 2           | 0           | 0           | 0            | 1                | 0                | 0                | 0                | 0            | 0            | 0            | 0            | 3     | 0           | 0      | 0            |
| 34 |      | Hugo Almeida           | 12          | 4           | 0           | 0            | 6                | 4                | 0                | 0                | 2            | 0            | 1            | 0            | 20    | 8           | 1      | 0            |
| 37 |      | Ali Kuçik              | 4           | 1           | 0           | 0            | 1                | 0                | 0                | 0                | 3            | 0            | 0            | 0            | 8     | 1           | 0      | 0            |
| 44 |      | Erhan Güven            | 8           | 0           | 0           | 0            | 3                | 0                | 0                | 0                | 7            | 0            | 0            | 0            | 18    | 0           | 0      | 0            |
| 54 |      | Mertcan Demirer        | 1           | 0           | 0           | 0            | 0                | 0                | 0                | 0                | 0            | 0            | 0            | 0            | 1     | 0           | 0      | 0            |
| 55 |      | Mehmet Aurelio         | 23          | 1           | 1           | 1            | 6                | 0                | 1                | 0                | 6            | 0            | 1            | 0            | 35    | 1           | 3      | 1            |
| 57 |      | Volkan Ekici           | 1           | 0           | 0           | 0            | 0                | 0                | 0                | 0                | 0            | 0            | 0            | 0            | 1     | 0           | 0      | 0            |
| 66 |      | Doğukan Pala           | 1           | 0           | 1           | 0            | 1                | 0                | 0                | 0                | 0            | 0            | 0            | 0            | 2     | 0           | 1      | 0            |
| 77 |      | Rıdvan Şimşek          | 3           | 0           | 0           | 0            | 1                | 0                | 0                | 0                | 0            | 0            | 0            | 0            | 4     | 0           | 0      | 0            |
| 80 |      | Muhammed Demirci       | 0           | 0           | 0           | 0            | 1                | 0                | 0                | 0                | 0            | 0            | 0            | 0            | 1     | 0           | 0      | 0            |
| 92 |      | Furkan Şeker           | 0           | 0           | 0           | 0            | 2                | 0                | 0                | 0                | 0            | 0            | 0            | 0            | 2     | 0           | 0      | 0            |
| 93 |      | Atınç Nukan            | 2           | 0           | 0           | 0            | 1                | 0                | 1                | 0                | 0            | 0            | 0            | 0            | 3     | 0           | 1      | 0            |
| 99 |      | Cenk Gönen             | 15          | 0*          | 1           | 0            | 5                | 0*               | 0                | 0                | 4            | 0*           | 0            | 0            | 24    | 0*          | 1      | 0            |

* Pour les gardiens de but le nombre de buts est le nombre de buts encaissés

Dernière mise à jour le 8 mars 2013.